# 布雷泽城堡

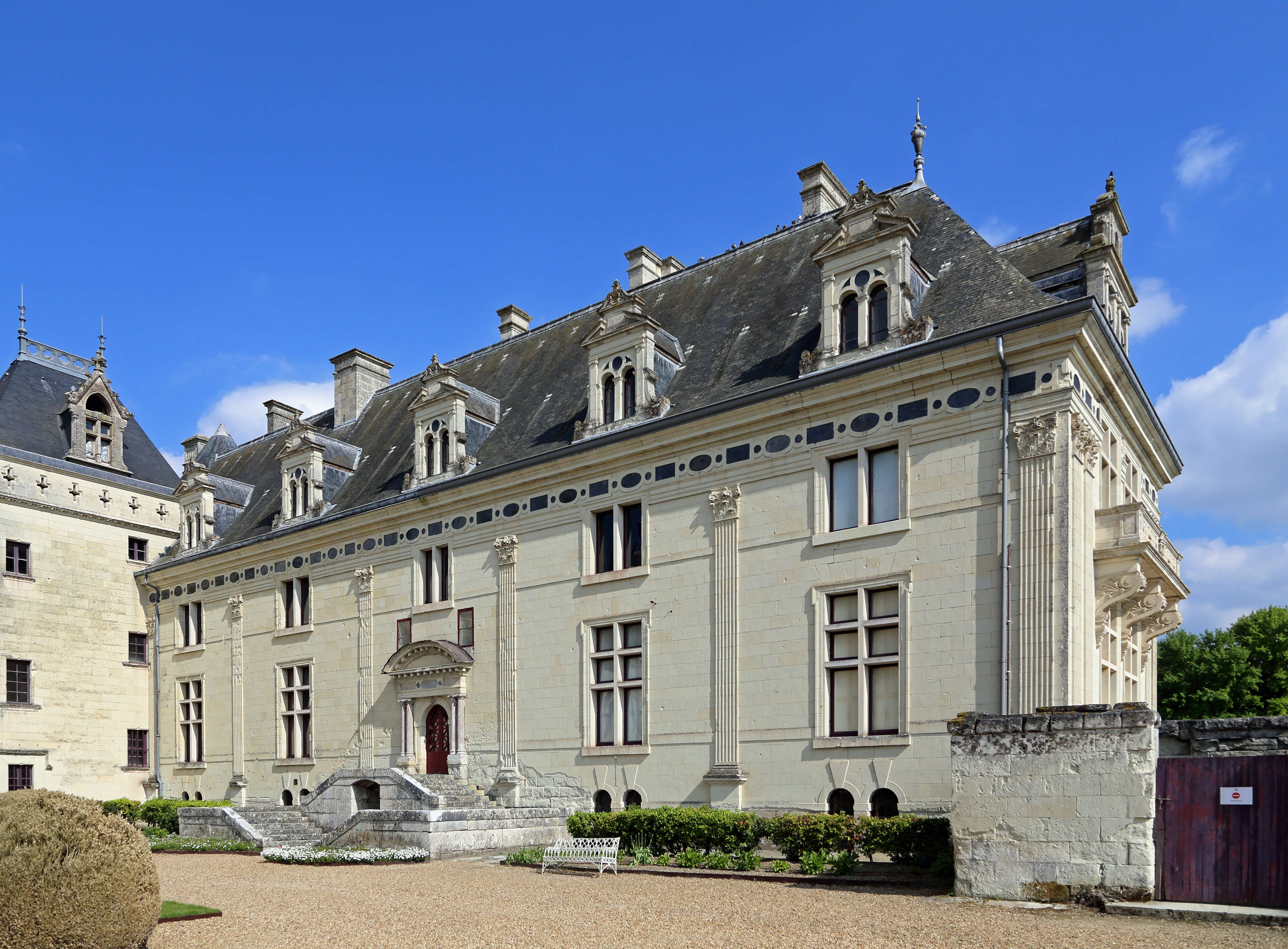
布雷泽城堡

布雷泽城堡（Château de Brézé）是一座小型城堡，位于法国卢瓦尔河谷，曼恩-卢瓦尔省索米尔区的布雷泽（今属于贝勒维涅堡）, 靠近索米尔。今天，它是古代贵族后裔的住所。
城堡最初可以追溯到1060年。可能是为了躲避维京人的突袭而建造，在16世纪和19世纪进行了改造。目前的建筑为文艺复兴建筑风格，仍保留着中世纪元素，包括吊桥和12世纪的地下室。 
城堡内有3公里的长廊，目前有1公里长廊可参观。其中包括生活空间、储藏区和牲畜区。
1979年，这座城堡列入法国历史遗迹名单。   
城堡出产系列葡萄酒，葡萄园占地30公顷。